# Trommelwolf
Der Trommelwolf (Hygrolycosa rubrofasciata) ist eine Spinne aus der Familie der Wolfspinnen (Lycosidae). Er ist paläarktisch verbreitet und grundsätzlich hygrophil (feuchtigkeitsliebend), bewohnt dabei aber eine Vielzahl geeigneter Habitate (Lebensräume). Der Trommelwolf ist neben der in Griechenland endemischen Art H. strandi einer von zwei in Europa vorkommenden Sumpfwölfen (Hygrolycosa) und außerdem Spinne des Jahres 2022.
Bei dem Trommelwolf handelt es sich um eine tagaktive Wolfspinne, die, wie die meisten Arten der Familie, als freilaufender Lauerjäger und demzufolge ohne ein Spinnennetz vorzugsweise verschiedene Insekten erlegt. Die Spinne erhält ihren Trivialnamen durch das markante Balzverhalten des Männchens, bei dem es mit dem Opisthosoma (Hinterleib) auf trockene Blätter trommelt und dabei ein charakteristisches Schnurrgeräusch erzeugt, das auch noch aus einer Entfernung von mehreren Metern für das menschliche Gehör wahrnehmbar ist. Einige Zeit nach der Paarung fertigt das Weibchen einen Eikokon an, den es nach Eigenart der Familien an den Spinnwarzen angeheftet permanent mit sich herumträgt. Die geschlüpften Jungtiere verbleiben anfangs – für Wolfspinnen atypisch – nicht auf dem Opisthosoma des Muttertiers, sondern an den Resten des Kokons, ehe sie sich verselbstständigen und über mehrere Fresshäute (Häutungsstadien) heranwachsen.
Die ungewöhnliche Balz sowie der anfängliche Verbleib der Jungtiere waren mitunter Gründe, weshalb der Trommelwolf von der Arachnologischen Gesellschaft (AraGes) zur Spinne des Jahres 2022 gekürt wurde. Ein anderer Grund ist, dass damit auf die von ihm bewohnten und gefährdeten Habitate und insbesondere auf das Austrocknen der Moore aufmerksam gemacht werden soll. Auch soll damit die bisher nicht ganz geklärte Verbreitung der Spinne näher in den Fokus geraten.

## Merkmale

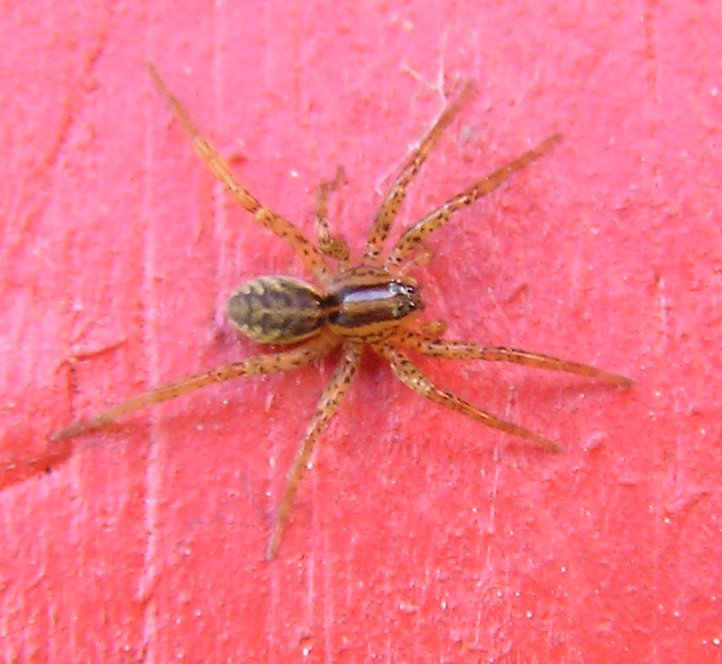
Männchen

Das Weibchen des Trommelwolfs erreicht nach Sven Almquist (2005) eine Körperlänge von 4,5 bis 6,9 Millimetern, wobei der Durchschnittswert 5,5 ± 0,7 Millimeter ist. Das Männchen kann 4,9 bis 5,6 Millimeter lang werden. Der grundsätzliche Körperbau der Art gleicht dem anderer Sumpfwölfe (Hygrolycosa).

### Sexualdimorphismus
Wie viele andere Spinnen weist auch der Trommelwolf einen ausgeprägten Sexualdimorphismus (Unterschied der Geschlechter) auf. Dieser kann sich mitunter in der Größe der Geschlechter bemerkbar machen, da das Weibchen der Art im Regelfall größer als das Männchen wird. Die optischen Hauptunterschiede beider Geschlechter liegen jedoch in der Farbgebung.

#### Weibchen

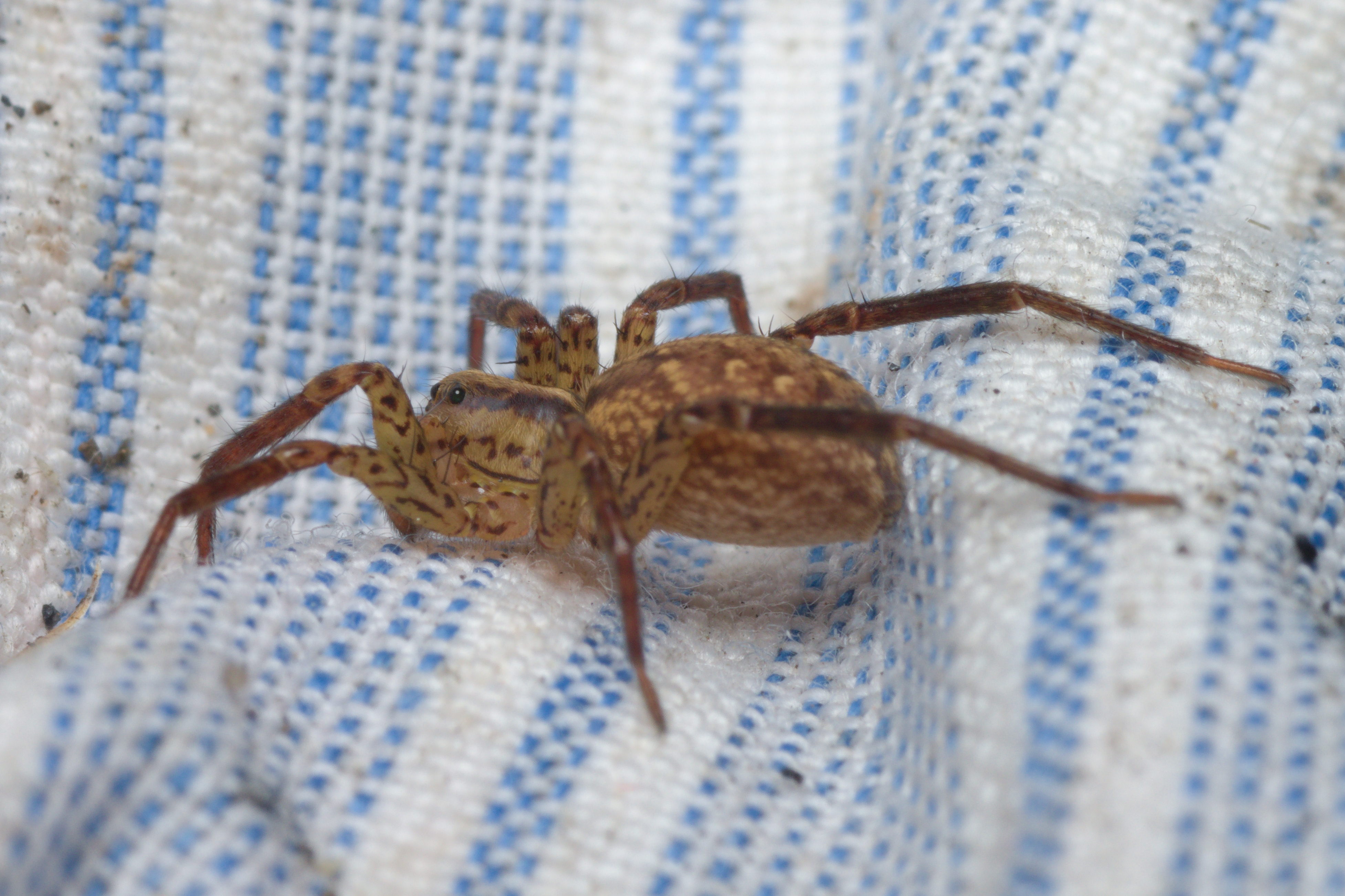
Lateralansicht eines Weibchens

Der Carapax (Rückenschild des Prosomas bzw. Vorderkörpers) des Weibchens ist nach Almquist 2,44 bis 3,03 Millimeter und durchschnittlich 2,85 ± 3,03 Millimeter lang sowie 1,79 bis 2,13 und durchschnittlich 2,11 ± 0,18 Millimeter breit. Das Verhältnis zwischen Länge und Breite des Carapax beläuft sich laut demselben Autor beim Weibchen auf 1,28 bis 1,43 und dabei durchschnittlich auf 1,35 ± 0,04 Millimeter. Er ist außerdem um 13° geneigt.
Beim Weibchen ist der Carapax leicht gelbbraun gefärbt und mit zwei rötlichen ab den posterior (vorgesetzt) lateralen (seitlichen) Augen beginnenden Bändern versehen. An den Flanken befinden sich braune Punkte. Die Färbung der Ränder ist rotbraun. Die Cheliceren (Kieferklauen) des Weibchens sind rotgelb und frontal mit dunkleren Linien versehen. Das Sternum (Brustschild des Prosomas) besitzt eine leicht gelbliche Färbung und an den Flanken dunkelrote Punkte.
Die Beine des Weibchens sind gelbbraun gefärbt. Die Femora (Schenkel) und die Patellae (Glieder zwischen den Femora und den Tibien) erscheinen heller und haben braune Punkte.
Das Opisthosoma (Hinterleib) des Weibchens hat dorsal (oberhalb) eine blasse rotbräunliche Grundfarbe. Anterior (vorne) befindet sich auf dieser Seite ein ebenfalls blasser Lanzettfleck und posterior (hinten) verläuft dort ein breites median (mittig) angelegtes Band, das braun gefärbt ist und Reihen weißer Punkte enthält. Die Flanken des Opisthosomas sind ebenfalls geblasst und besitzen schwarze Punkte. Ventral (unten) hat es eine gelbweiße Farbgebung. Beim Weibchen  befinden sich an diesem Bereich des Opisthosomas anders als bei dem der meisten Wolfspinnen (Lycosidae) keine Setae (chitinisierte Haare) mit apikalen (von der Körpermitte entfernt liegenden) Noppen.

#### Männchen

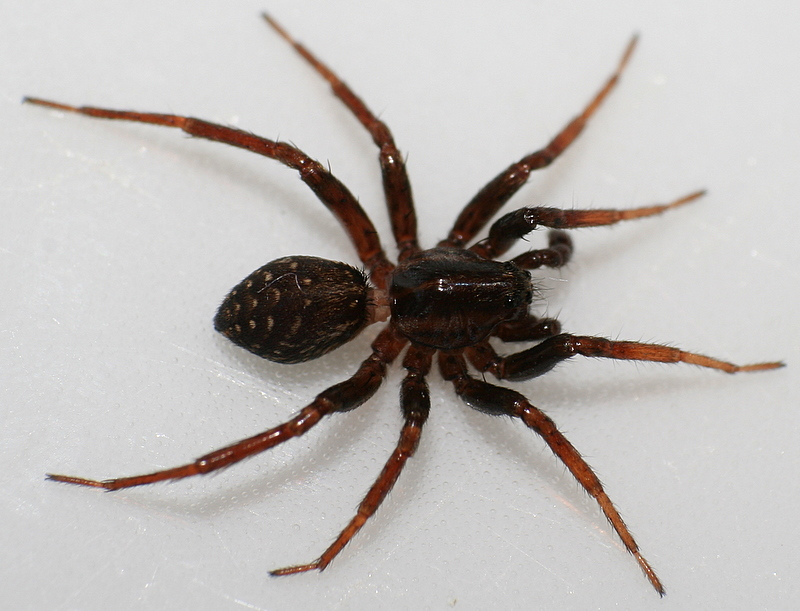
Dorsalansicht eines Männchens

Das Männchen hat nach Almquist 2,33 bis 2,68 Millimeter Körperlänge und ist 1,78 bis 1,95 Millimeter breit. Die Neigung des Carapax beträgt beim Männchen 5°.
Der Carapax des Männchens ist ähnlich wie beim Weibchen gelbbraun, aber nicht aufgehellt. Je zwei dunkelbraune breite Bänder verlaufen lateral auf diesem Körperteil. Submarginal (unterrandig) befinden sich auf dem Carapax des Männchens ebenfalls dunkelbraune Punkte. Die gleiche Farbgebung haben die Ränder des Carapax. Die Cheliceren des Männchens sind gelbbraun und tragen frontal dunkelbraune Bänder. Das Sternum ist gelbbraun, an dessen Rand sind große, dunkle und gerundete Punkte.
Die Beine sind wie beim Weibchen gelbbraun, die Femora und die Patellae unterscheiden sich beim Männchen lediglich dadurch, dass diese dunkelbraun gefärbt sind. Die Femora der Pedipalpen tragen beim Männchen dunkelbraunen Ringe, während die Patellae und die Tibien (Schienen) eine braune Färbung haben.
Stark herausstechende gelbweiße Punkte befinden sich auf der braunen Dorsalseite des Opisthosomas. Der Lanzettfleck ist anders als beim Weibchen gelbbraun gefärbt. Die Seiten des Opisthosomas tragen beim Männchen gelbweiße Streifen. Die Ventralseite des Opisthosomas ist gelbbraun gefärbt mit kleinen dunkelbraunen Punktierungen. Diese Fläche ist verdickt und hat mehrere spezialisierte Setae. Beide Eigenschaften dienen dem Revierkampf.

### Genitalmorphologische Merkmale

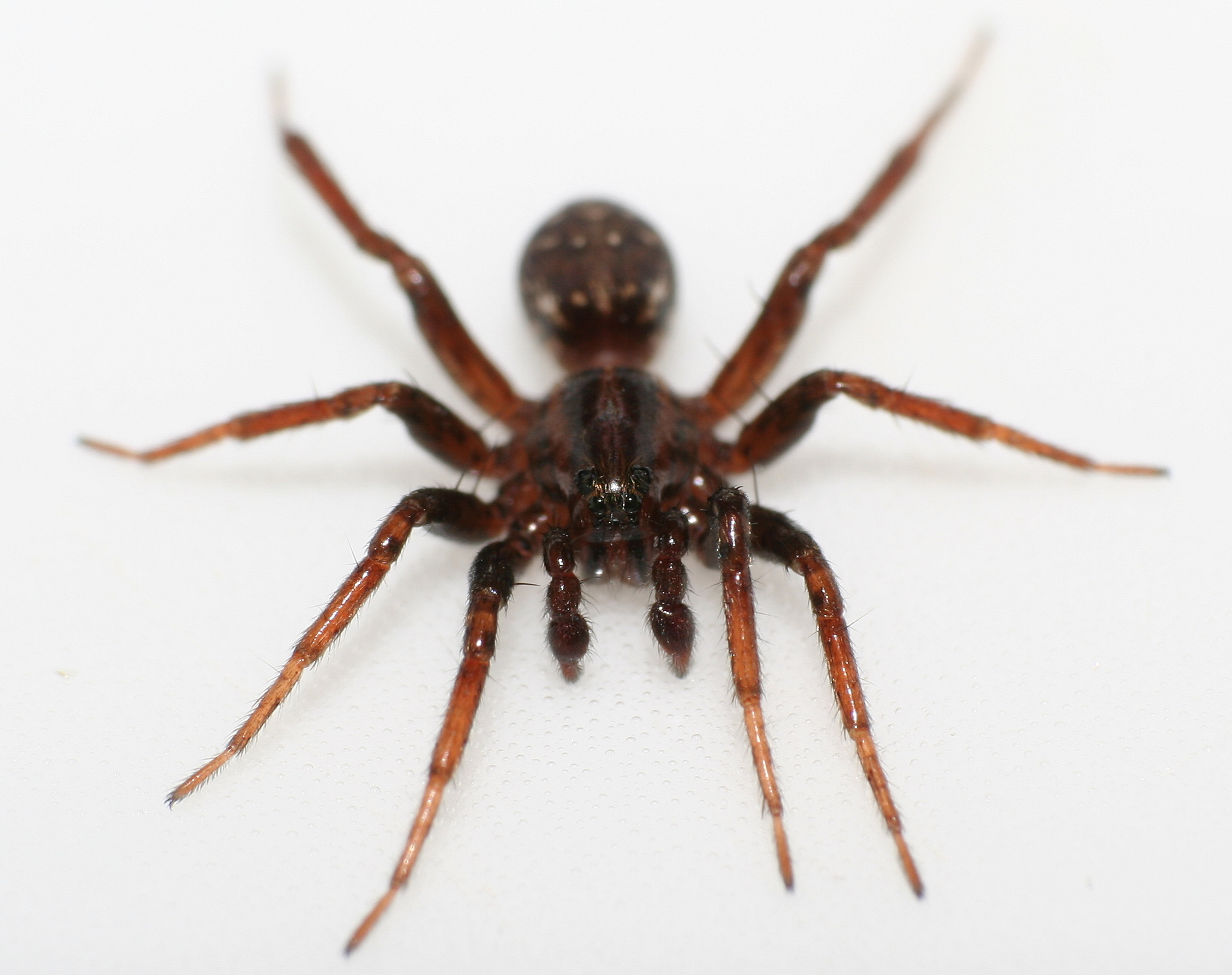
Frontalansicht eines Männchens mit erkennbaren Bulbi

Ein einzelner Bulbus (männliches Geschlechtsorgan) des Trommelwolfs wird unter anderem durch sein Cymbium (erstes und vorderstes Sklerit bzw. Hartteil des Bulbus) charakterisiert, dessen Spitze mit mehreren Makrosetae (längeren Setae) bedeckt ist. Das Tegulum (zweites und mittleres Sklerit) hat eine spitz zulaufende Apophyse (chitinisierter Fortsatz) und der gekurvte Embolus (drittes und letztes Sklerit) besitzt eine teilweise transparente Lamina (Gewebeschicht) auf seiner konkaven Fläche.
Die Platte der Epigyne (weibliches Geschlechtsorgan) ist beim Trommelwolf länger als breit. Teile des weiblichen Geschlechtsapparats der Art sind durch das Integument (äußere Körperhülle) bereits von außen erkennbar. Die Kopulationsöffnungen der Epigyne befinden sich posterior an zwei medianen Rissen. Die Kopulationskanäle sind vergleichsweise kurz. Die Spermatheken (Samentaschen) zeichnen sich mitunter durch ihre lange und teilweise kurvige Gestalt aus. Der breitere Teil der Samentaschen ist zwiebelförmig und mit Knoten ausgestattet.

### Verwechslung mit dem Gewöhnlichen Stachelbein
| Präpariertes Weibchen | Präpariertes Männchen |
|                       |                       |

Der Trommelwolf ähnelt dem Gewöhnlichen Stachelbein (Zora spinimana) aus der Familie der Wanderspinnen (Miturgidae), das eine ähnliche Färbung wie der Trommelwolf hat und ähnliche Habitate bewohnt. Sonst gibt es in Mitteleuropa keine weitere Spinnenart, die dem Trommelwolf ähnelt.

## Vorkommen

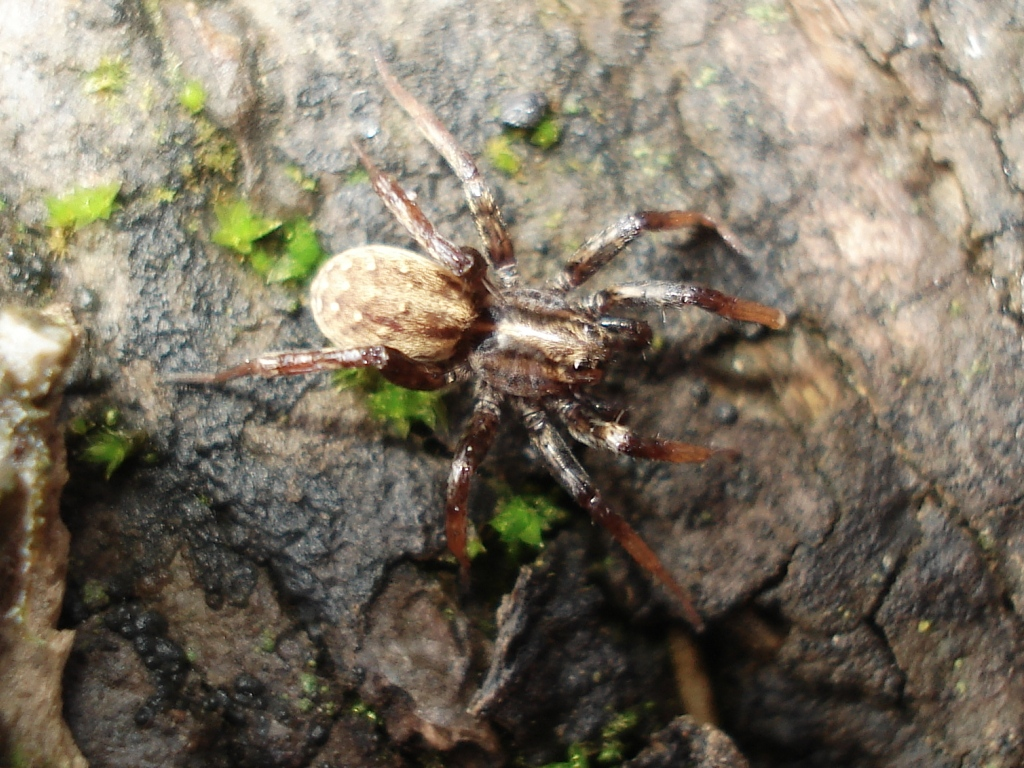
Männchen, gefunden in Lettland

Das Verbreitungsgebiet des Trommelwolfs erstreckt sich von Europa über Russland bis nach Südsibirien. In Europa ist die Art flächendeckend verbreitet und wurde bislang in Kontinentaleuropa lediglich in Portugal, Kroatien, Serbien, Bosnien und Herzegowina, Montenegro, dem Kosovo, Nordmazedonien, Griechenland, Moldau und dem europäischen Teil der Türkei sowie auf den Inselgruppen Franz-Josef-Land und Spitzbergen, der russischen Doppelinsel Nowaja Semlja, Island, der Insel Irland und den Mittelmeerinseln nicht nachgewiesen. In Österreich ist der Trommelwolf in Höhen von bis zu 800 Metern über dem Meeresspiegel anzutreffen.
Auf Großbritannien ist die Art überwiegend in den Distrikten West Suffolk, King’s Lynn and West Norfolk, der Grafschaft Suffolk sowie in der Grafschaft Cambridgeshire in England nachgewiesen. Weitere Funde des Trommelwolfs auf der Insel gab es vereinzelt im ebenfalls zu Suffolk zählenden Distrikt East Suffolk, in der Landschaft New Forest und der Grafschaft Hampshire sowie früher im Landschaftspark Sherwood Forest und in den Grafschaften Nottinghamshire und Lincolnshire.

### Lebensräume
Der Trommelwolf ist eine hygrophile (feuchtigkeitsliebende) Art und bewohnt unter anderem Moore, Sümpfe, Feuchtwiesen oder feuchte Wälder. Außerdem bewohnt er Niedermoore mit Buschwerk. In Großbritannien wurde die Art auch in Bruchwäldern in der Nähe von Fahrwegen nachgewiesen.

### Häufigkeit und Gefährdung
Die Häufigkeit des Trommelwolfs variiert je nach geographischer Lage. In Mitteleuropa ist die Art weitverbreitet, im Norden deutlich häufiger als im Süden. Die Populationsdichte kann mitunter hoch sein, sodass auf einem Quadratmeter eine zweistellige Individuendichte vorkommen kann. Die Exemplare werden aufgrund der versteckten Lebensweise oftmals übersehen.
Die Populationsgefährdung der Spinne wird je nach Land und Region unterschiedlich aufgefasst. In der Roten Liste gefährdeter Tiere, Pflanzen und Pilze Deutschlands bzw. der Roten Liste und Gesamtartenliste der Spinnen Deutschlands (2016) wird der Trommelwolf in der Kategorie 3 (gefährdet) gelistet, da die Art dort als selten gilt. Langfristig sind die Bestände der Art in Deutschland als mäßig zurückgehend zu werten. Für kurzfristige Analysen sind keine ausreichenden Daten vorhanden. Eine Änderung der Bestandswertigkeit der vorherigen Roten Liste (1996), in der der Trommelwolf in gleicher Kategorie gelistet wurde, erfolgte demzufolge nicht. In Österreich gilt die Art als vom Aussterben bedroht.
In der Roten Liste Großbritanniens (2017) wird der Trommelwolf ähnlich wie in Deutschland nach IUCN-Maßstab in der Kategorie EN (Endangered bzw. gefährdet) aufgeführt. In der Roten Liste der Spinnentiere (Arachnida) Norwegens (2015) sind die Bestände der Art in der Kategorie NT (Near Threatened bzw. potenziell gefährdet) und in der Roten Liste der Spinnen Tschechiens (2015) in der Kategorie VU (Vulnerable bzw. verletzlich) erfasst.

## Lebensweise
Der Trommelwolf zählt zu den tagaktiven Vertretern der Wolfspinnen (Lycosidae). Die terrestrische (bodenbewohnende) Art hat eine recht versteckte Lebensweise und hält sich beispielsweise in Moospolstern oder in Streuschichten auf, während sie sich im Winter gelegentlich unter am Boden liegenden Holzstücken aufhält.

### Jagdverhalten und Beutespektrum
Der Trommelwolf legt wie die meisten Wolfspinnen kein Spinnennetz an, sondern erlegt Beutetiere freilaufend als Lauerjäger. Diese werden dann mit den gut entwickelten Augen wahrgenommen und direkt angesprungen. Ein mittels der Cheliceren verabreichter Giftbiss setzt das Beuteobjekt außer Gefecht. Die Hauptbeute stellen Insekten dar.

### Lebenszyklus und Phänologie
Der Lebenszyklus des Trommelwolfs entspricht grundsätzlich dem anderer Wolfspinnen (Lycosidae). Die Phänologie (Aktivitätszeit) ausgewachsener Individuen liegt bei beiden Geschlechtern im Zeitraum zwischen März und November.

#### Fortpflanzung
Die Fortpflanzungszeit des Trommelwolfs beginnt zumindest im Süden Finnlands während der Schneeschmelze Ende April oder Anfang Mai und dauert mehrere Wochen. Paarungen finden dort an sonnigen Tagen statt. Ein geschlechtsreifes Weibchen verlegt anscheinend Wegfäden, die mit arteigenen Pheromonen (Botenstoffen) versehen werden, mit denen wohl das Männchen zu einem Weibchen gelockt wird. Der Begattung geht ein charakteristisches Balzverhalten voraus. Bei der Balz trommelt das Männchen mit seinem Opisthosoma auf trockene Blätter und erzeugt dabei ein charakteristisches Schnurrgeräusch, das bereits ausgeführt wird, wenn es versteckte und noch nicht wahrgenommene Weibchen aufsucht. Das dabei entstehende Geräusch ist für menschliche Ohren bis zu einer Entfernung von mehr als fünf Metern hörbar. Unklar ist, ob die Kommunikation zwischen den Geschlechtspartnern von der Luft oder vom Substrat ausgehenden Schwingungen geschieht. Ein paarungswilliges Weibchen wird durch die Kommunikation des Männchens stimuliert und signalisiert seine Bereitschaft zur Paarung, indem es mit seinem Körper vibriert, diese Vibrationen werden auf den Bodengrund übertragen. Bis zur eigentlichen Begattung setzen Männchen und Weibchen diese Kommunikation jeweils abwechselnd fort. Das Paarungsverhalten des Trommelwolfs ist bislang nicht dokumentiert.

##### Revierkämpfe zwischen Männchen und intrasexuelle Selektion
Begegnen sich zwei Männchen, führen diese einen Revierkampf durch, bei denen die Rivalen andersartige Trommelgeräusche als bei der Balz erzeugen. Dabei kommt die Verdickung der Ventralseite des Männchens mitsamt der dort befindlichen Setae zur Erzeugung dieser Geräusche zum Einsatz. Die von diesen Revierkämpfen ausgehende intrasexuelle Selektion wird maßgeblich von dem jeweiligen Körpergewicht der Männchen und der Intensität der von ihnen ausgehenden Trommelbewegungen beeinflusst, wobei zumeist das größere und aktivere Männchen den Konflikt als Gewinner verlässt, da dieses auch die höhere Rate an Trommelbewegungen ausführen kann. Diese Form des agonistischen Verhaltens zeigt die Fähigkeit des Revierkampfes bei den Männchen des Trommelwolfs und das neben der jeweiligen Körpergröße auch die Bereitschaft zum Revierkampf diese Fähigkeit beeinflusst. Außerdem verringern weniger dominante Männchen ihre Intensität der Balz, was darauf hindeutet, dass Revierkämpfe die Selektion von Weibchen verringern können. Die Effektivität dieser Interaktionen auf die sexuelle Selektion ist jedoch nicht genau bekannt und kann auch von geringem Umfang sein.

##### Intersexuelle Selektion
Die Intersexuelle Selektion (Partnerwahl durch Angehörige des anderen Geschlechts) wird beim Trommelwolf auch durch die Intensität der Trommelbewegung beeinflusst und ein Weibchen bevorzugt Männchen mit erhöhter Intensität und auch Lautstärke der Trommelbewegungen. Da das Weibchen außerdem schneller auf ein balzendes Männchen mit höherer Trommelrate reagiert, wird vermutet, dass dieses einen Mindestwert an der Intensität aufweist und auch aktiv zwischen balzenden Männchen wählt und die Wahl eines passenden Geschlechtspartners verlängern kann, unabhängig davon, ob bereits paarungswillige Männchen verfügbar sind oder nicht. Neben der Trommelfrequenz ist auch die Länge der Balz beim Männchen wiederholbar und weist eine hohe Variabilität auf. Ebenso ist dessen Lautstärke einigermaßen konstant, wobei die tatsächliche Wahrnehmung der Lautstärke durch das Weibchen von den Unterschieden der Entfernung und des Substrats beeinflusst wird. Sowohl die Länge der eigentlichen Balz als auch die Lautstärke korrelieren mit der Rate, mit der das Männchen die Balz ausführt. Die Frequenz und die Länge der Trommelbewegungen dienen als dynamische Eigenschaften deshalb höchstwahrscheinlich als Indikatoren, die das Weibchen über die Eignung des Männchens als Geschlechtspartner aufklären. Im Gegensatz dazu sind die Intensität, die Symmetrie oder die Höchstlautstärke der Balz des Männchens keine Faktoren, die Einfluss auf die Wahl der Weibchen haben, da all diese Faktoren eine geringe Wiederholbarkeit und/oder geringe Variabilität haben. Außerdem stehen sie in keinem Zusammenhang mit anderen Merkmalen des Männchens wie dem Körpergewicht, der Frequenz der Balz oder der Mobilität. Die Intensität der Vibrationen könnte allerdings als statisches Merkmal in Bezug auf die Artenerkennung wirken.
Beim Trommelwolf gibt es keine Korrelation zwischen der Vibrationsfrequenz und der Körpermasse, und die Körpergröße von Männchen scheint kein intersexueller Beeinflussungsfaktor zu sein. Damit bildet die Art im Tierreich eine Ausnahme. Größere Männchen haben einen kleinen, aber signifikanten Überlebensvorteil gegenüber kleineren. Die Überwinterung wird beim Männchen des Trommelwolfs vermutlich nicht durch sein Gewicht beeinflusst. Allerdings verlieren größere Männchen während des Überwinterns proportional mehr Gewicht als kleinere Männchen. Dies deutet darauf hin, dass größere Männchen aufgrund ihres entsprechend höheren Körpergewichts während der Überwinterung möglicherweise einen zusätzlichen Energieverbrauch haben. Dies bedeutet aber auch, dass größere Männchen die Kapazität haben, mehr Energie als kleinere zu verbrauchen.

##### Voraussetzungen für die Balz
Das Balzverhalten des Trommelwolfs ist gut erforscht und außerdem erwies sich die Intensität des Trommelns des Männchens als Indikator für dessen Lebensfähigkeit. Mehrere Voraussetzungen sind für die Funktionalität der Balz jedoch Voraussetzung, darunter deren Variation und Wiederholbarkeit. So gibt es bei der Art eine beträchtliche individuelle Wiederholbarkeit und Variabilität bezüglich der Trommelgeschwindigkeit, die sich auf die Partnerwahl auswirken. Wäre eine derartige phänotypische Variation (physiologische Eigenschaften und ggfs. Verhaltensmerkmale betreffende Eigenschaften) in der sexuellen Signalisierung nicht gegeben, dann träfe Gleiches auch für die Selektionsfähigkeit zu. Auch die intraindividuelle Wiederholbarkeit ist relevant, da die Balz sonst kein Indikator für den Zustand des Männchens wäre.
Ein weiterer Faktor ist der Aufwand bei der Balz. Dieser kann etwa physiologischer Natur sein, wie etwa ein erhöhter Energieverbrauch während der Balz, da die Trommelbewegungen beim Männchen mit einem höheren Energieaufwand einhergehen können. Beim Trommeln ist die Stoffwechselrate 22-mal höher als in Ruhe und viermal höher als bei normaler Bewegung. Während des Trommelns wird der Stoffwechsel beim Männchen um das Zweiungzwanzigfache wie bei Inaktivität und um das Vierfache während einer Fortbewegung erhöht. Die Rate des Stoffwechsels je Gewichtseinheit steht während der Balz in Korrelation zur absoluten Körpermasse, nicht jedoch während anderer Aktivitäten. Größere Männchen können scheinbar maximal 12-mal innerhalb einer Minute Trommelbewegungen ausführen, ehe sie die maximale Stoffwechselrate erreichen. Kleinere Männchen können im Gegensatz dazu maximal 39-mal in einer Minute trommeln. Dennoch ist kein Zusammenhang zwischen dem Körpergewicht und der Trommelfrequenz nachweisbar, sodass größere Männchen imstande sind, den höheren, durch das Trommeln entstandenen, Aufwand auszugleichen. Durch die Balz, die auch als physiologische Tätigkeit gewertet wird, kann auch die Wahrscheinlichkeit der Sterblichkeit erhöht werden, da das Erhöhen der Trommelfrequenz mitunter mit einem Gewichtsverlust einhergehen kann. Nach bisherigen Kenntnissen weisen aktiver trommelnde Männchen höhere Überlebenschancen auf.
Zusätzlich kann ein Risiko in Form eines Aufwands in Form von Prädation (Erbeuten) des Männchens auftreten. Dies rührt daher, dass sich durch die Suche nach einem Geschlechtspartner seitens des Männchens auch die Wahrscheinlichkeit des Zusammentreffens mit Prädatoren (Fressfeinden) erhöht. Ferner sind vor allem aktiver trommelnde Männchen verschiedenen Antagonisten ausgesetzt. Ein Männchen kann diesen Nachteil ausgleichen, indem es bei der Präsenz von Fressfeinden seine Balzaktivität reduziert.
Weitere Voraussetzungsfaktoren der Balz sind die Abhängigkeit vom körperlichen Zustand und von differenziellen Aufwänden, etwa dem Nahrungsbedarf. Ein Männchen hält seine Trommelfrequenz höher, wenn das Nahrungsangebot höher ist und umgekehrt, sodass Männchen auf verschiedene Art und Weise dazu in der Lage sind, den für die Balz notwendigen Aufwand zu erbringen. Insgesamt ist das Überleben von balzenden Männchen konditionsabhängig und äußert sich in einer verminderten Lebensfähigkeit, sofern es sich in einem gesundheitlich schlechteren Zustand befindet.

##### Indirekter genetischer Nutzen für die Nachkommen
Der Fakt, dass das Weibchen des Trommelwolfs ein Männchen mit höherer Trommelfrequenz als Geschlechtspartner bevorzugt, rührt mitunter daher, dass sich diese Präferenz indirekt als genetischer Vorteil für die Nachkommen auswirken kann, obgleich die Balz des Männchens keine direkten Vorteile bezüglich der Fruchtbarkeit oder der Überlebenschancen des Weibchens hat. Tatsächlich haben die Nachkommen eines Weibchens höhere Überlebenschancen, sollte die Wahl auf ein Männchen mit höherer Trommelrate fallen und die ohnehin eher geringe Überlebenswahrscheinlichkeit kann erhöht werden, wenn der Aufwand bei der Partnerwahl des Männchens gering ausfällt. Das Weibchen kann sich einfacher mit einem Männchen mit einer überdurchschnittlichen körperlichen Gesundheit paaren, indem es eher passiv auf ein zufälliges Trommelsignal reagiert, das mit erhöhter Wahrscheinlichkeit von einem Männchen in besserem Zustand ausgehen kann. Dennoch scheint diese aktive Selektion des Weibchens diesen Vorteil nur geringfügig zu erhöhen. Die Paarung mit Männchen in besserem Zustand rührt auch von den vielen Revierkämpfen oder der hohen Varianz der Balz her. Der für das Weibchen notwendige Aufwand der Partnerwahl kann derart gering sein, dass sich seine Wahl auf effektiver balzende Männchen selbst mit kleiner ausfallenden Vorteilen im Bezug auf die Lebensfähigkeit der Nachkommen evolutionär entwickeln könnte.

#### Eiablage und Schlupf sowie anfänglicher Verbleib der Jungtiere
Der einige Zeit nach der Paarung vom Weibchen angefertigte Eikokon enthält etwa 60 Eier und wird, wie bei Wolfspinnen üblich, an den Spinnwarzen angeheftet ununterbrochen mit sich geführt. Nach etwa drei bis vier weiteren Wochen schlüpfen die Nachkommen aus dem Kokon.
Anders als bei anderen Vertretern dieser Familie halten sich die geschlüpften Jungtiere meistens nicht auf dem Opisthosoma ihrer Mutter, sondern an den Resten des Kokons auf. Neben den Arten A. ebicha und A. fujiii aus der Gattung der Wühlwölfe (Arctosa) und der ebenfalls zu den Sumpfwölfen (Hygrolycosa) zählenden Art H. umidicola ist der Trommelwolf einer von vier Wolfspinnen (Lycosa) mit dieser Eigenschaft. Bei dem Verhalten handelt es sich vermutlich um eine Anpassung an die vom Trommelwolf bewohnten Feuchtbiotope. Durch kleinere Wassertropfen, die auf der Fläche des Opisthosomas und den Setae zurückbleiben, kommt es wahrscheinlich zu erschwerenden Bedingungen für die Ansammlung der Jungtiere. Die vom Muttertier gespannten Fäden, die eine Schicht über der Oberfläche bilden und den Jungtieren eine gute Möglichkeit zum Halt bieten, können wahrscheinlich nicht an der feuchten Fläche des Opisthosomas oder den Setae anhaften. Durch Feuchtigkeit können die Setae zusammenkleben und die Fähigkeit, sich an das Opisthosoma des Muttertiers zu haften, beeinträchtigen. Alternativ können sich die Jungtiere auch direkt auf dem Opisthosoma des Muttertiers aufhalten.

#### Dauer des Heranwachsens
Die Jungtiere verbleiben normalerweise einen Tag beim Muttertier und häuten sich dabei. Sie erlangen das Adultstadium im Herbst und überwintern mindestens einmal. Im Süden Finnlands beispielsweise benötigen die Jungtiere je nach Umweltbedingungen für gewöhnlich zwei bis drei Jahre für das Heranreifen.
Die letzte Häutung der heranwachsenden Individuen findet im Herbst vor der Paarungszeit des folgenden Frühjahrs statt. Männliche Jungtiere ähneln den kryptisch bräunlich weiblichen. Erst mit dem Wuchs der letzten Fresshaut (Häutungsstadium) haben sie das für ausgewachsene Spinnen typische Erscheinungsbild. Ausgewachsene Männchen sterben während der Paarungszeit oder unmittelbar danach. Weibchen überleben vereinzelt bis in die nächste Paarungszeit.

## Systematik
Die Systematik des Trommelwolfs wurde mehrmals geändert. Der Artname ist eine abgeänderte Zusammensetzung aus den lateinischen Wörtern rubro für rot und fascia für Binde und deutet auf die teilweise rötlichen Bänderungen der Art hin. Der Trommelwolf ist außerdem die Typusart der Sumpfwölfe (Hygrolycosa).
Die Art wurde bei ihrer 1865 von Gustav Heinrich Emil Ohlert durchgeführten Erstbeschreibung eines Weibchens in die Gattung der Erdwölfe (Trochosa) untergegliedert und erhielt die Bezeichnung T. rubrofasciata. Von verschiedenen Autoren erhielt die Spinne unterschiedliche Bezeichnungen sowie deren Umstellungen. Die heute gängige Bezeichnung H. fasciata wurde zuerst 1908 von Friedrich Dahl verwendet und ist seit einer weiteren Anwendung 1959 durch Jacobus Theodorus Wiebes die heutige Bezeichnung des Trommelwolfs.

## Auszeichnung zur Spinne des Jahres 2022
Der Trommelwolf wurde von der Arachnologischen Gesellschaft (AraGes) zur Spinne des Jahres 2022 gewählt, um sowohl auf sein markantes Balzverhalten und die unübliche Art der Jungtiere, sich anfangs auf dem Opisthosoma ihres Muttertieres aufzuhalten, als auch auf den Rückgang seiner bevorzugten Habitate aufmerksam zu machen. Insbesondere soll dabei auf das Austrocknen der Moore hingewiesen werden, die als Speicher von Kohlenstoff in Anbetracht des fortschreitenden Klimawandels eine immer wichtigere Rolle einnehmen. Ein weiteres Ziel für die Wahl des Trommelwolfs als Spinne des Jahres ist außerdem das Erlangen von Daten über die Verbreitung der Spinne.
Die Koordination der Wahl lag beim Naturhistorischen Museum Wien in Zusammenarbeit mit der Arachnologischen Gesellschaft und der European Society of Arachnology (ESA). An der Wahl waren 84 Arachnologen aus 27 europäischen Ländern beteiligt.